# Basilius Valentinus

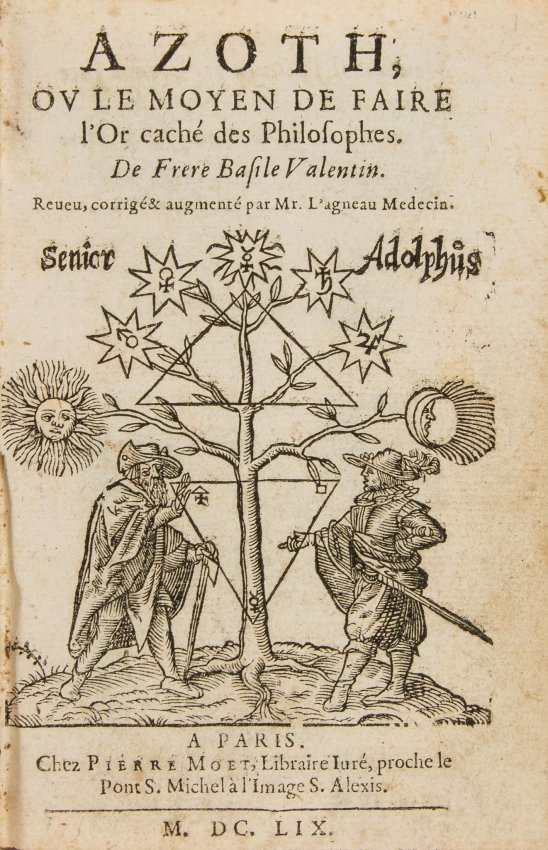
Portada del Tractat de l'Azoth, de Basilius Valentinus, edició de 1659. Biblioteca Nacional. Madrid.

Basilius Valentinus va ser suposadament un alquimista del segle xv, nascut a Alsàcia, cap a 1394. S'afirma que va ser el canonge del  priorat benedictí de Sankt Peter a Erfurt, Alemanya, però segons John Maxson Stillman, que va escriure sobre història de la química, no hi ha evidència en els registres de tal nom a les llistes d'Alemanya o Roma i cap menció d'aquest nom abans de 1600. Al llarg del segle xvii és esmentat i se li atribueixen diversos tractats d'alquímia i filosofia hermètica però durant el segle xviii es va suggerir que l'autor de les obres que se li atribueixen podria ser possiblement  Johann Thölden (c. 1565-1624).

### Obres
S'han publicat nombrosos treballs sobre alquímia en llatí i alemany sota el nom de Basilius Valentinus. Han estat traduïts a molts idiomes europeus, incloent l'anglès, el francès, el rus i altres.

### Només en llatí
- Currus Triumphalis Antimonii (El carro triomfal de l'antimoni)
- Duodecim Claves philosophicæ (Les dotze claus filosòfiques)

### En llatí i alemanya
- Porta sophica
- La medicina dels metalls
- De les coses naturals i sobrenaturals
- De les tincions, arrels i esperit dels metalls
- De microcosmo deque magno mundi mysterio, et medicina hominis (Of the microcosm, of the great secrecy of the world, and the human medicine)
- Libri quattuor de particularibus septem planetarum (Book four: Of the features of the seven planets)
- Experimenta chymica
- Práctica
- Azoth
- Compendium veritatis philosophicum (alemany)

### Edicions en altres llengües
- Azoth, ou le moyen de faire l'or caché des philosophes, de frère Basile Valentin (1624)  Arxivat 2016-10-02 a Wayback Machine.
- Le char triomphal de l'antimoine (1604), trad. F. Sauvin (1646), Retz, 1977, 254 p.
- Le dernier testament (1626), trad., Paris, Retz, 1978, 320 p.; Castelli, Montélimar, 2008, 330 p.
- Les douze clefs de la philosophie (1600), trad. Eugène Canseliet, Paris, Éditions de Minuit, 1956, 264 p.  Arxivat 2016-03-24 a Wayback Machine.
- Révélations des mystères des teintures des sept métaux, éd. par Pierre Savoret, Omnium littéraire, 1976.  Arxivat 2016-07-03 a Wayback Machine.

### Estudis
- H. G. Lenz, Johann Thölde, Paracelsist und Chymikus Und seine Beziehungen zu Landgraf Moritz von Hessen-Kassel, (1981) tesi de la Universitat de Marbourg. (francès)
- Claus Priesner, Johann Thoelde und die Schriften des Basilius Valentinus, in Die Alchemie in der europäischen Kultur- und Wissenschaftsgeschichte, hrsg. Christoph Meinel; Wolfenbütteler Forschungen Band 32; 1986 (alemany)
- S. Matton, introduction à Le char triomphal de l'antimoine, Retz, 1977, p. 13-63. (francès)